# Klodian Duro
Klodian Duro (* 21. Dezember 1977 in Elbasan) ist ein ehemaliger albanischer Fußballspieler und heutiger Trainer.

## Karriere
Seine Karriere begann er 1996 bei KS Elbasani. Im Jahr 1998 wechselte er zu SK Tirana. Ein Jahr später erhielt er ein Angebot von KS Vllaznia Shkodra, wo er einen Stammplatz erhielt. Dank seines Erfolges kam er zu Galatasaray. Seine gute Serie konnte er aber in Galatasaray nicht fortsetzen, weshalb er ein Jahr später zu  Malatyaspor wechselte. Dort blieb er aber nicht lange. Seine nächste Station war Caykur Rizespor.
Als er ein Jahr später ein Angebot von Arminia Bielefeld bekam, nahm er dieses auch gleich an, weil er mit Arminia in der Fußball-Bundesliga spielen konnte. Richtig durchsetzen konnte sich der Mittelfeldspieler auch hier nicht – er blieb zweite Wahl und wurde nach der Saison 2004/05 wieder abgegeben. Danach war er Spieler von KF Tirana, Omonia Nikosia und Apollon Limassol. Im Sommer 2010 wechselte Duro für ein Jahr zum österreichischen Klub LASK. Danach kehrte er nach Albanien zu KF Tirana zurück.
Duro bestritt für die albanische Fußballnationalmannschaft 78 Spiele und erzielte dabei sechs Tore.
Seit November 2020 ist Duro Trainer des ehemaligen kosovarischen Meister KF Feronikeli.

## Erfolge
- Albanischer Meister: 1999, 2001, 2007
- Albanischer Pokalsieger: 1999, 2006, 2012
- Zyprischer Pokalsieger: 2010